# Кокошовце
Кокошовце (словац. Kokošovce) — село в Словаччині, Пряшівському окрузі Пряшівського краю. Розташоване в центральній частині східної Словаччини, у північній частині Кошицької улоговини в долині річки Делня, 10 кілометрів на південний схід від Пряшева.
Вперше згадується у 1272 році.
В селі є римо-католицький костел з 1815 року в стилі класицизму.

## Населення
| Рік:            | 1994. | 2004.    | 2014.    | 2024.    |
| --------------- | ----- | -------- | -------- | -------- |
| Кількість осіб: | 611   | 674      | 785      | 937      |
| Різниця:        |       | +10,31 % | +16,46 % | +19,36 % |

| Рік:            | 2023. | 2024.   |
| --------------- | ----- | ------- |
| Кількість осіб: | 941   | 937     |
| Різниця:        |       | -0,42 % |

В селі проживає 812 осіб.

## Географія
Протікає річка Делня.